# Райко Шуменски
Свети мъченик Райко Шуменски (1784 – 1802) е български светец (мъченик), убит особено жестоко от местен мюсюлманин, който се опитал да го помохамеданчи насилствено. Считан е за покровител (небесен закрилник) на Шумен.

## Биография
Райко е млад шуменски златар, роден през 1784 г.
Житието му от Никифор Хиоски разказва, че отивайки да занесе поръчка на местен мохамеданин, отказал на дъщеря му да го отведе в стаята си, както поискала. В яростта си го обвинила, че я е нападнал. Мохамеданинът му предложил да не го наказва, ако си смени вярата. Райко отказал решително това, уверявайки, че само е изпълнявал поръчката му. Затова бил изтезаван жестоко, като мъченията включвали рязане на ленти от кожата на тялото му, посипване на раните със сол, набиване на клечки под ноктите и пр. Накрая е посечен на 14 май 1802 г.

## Почит
Житието на светеца е написано от гръцкия монах Никифор Хиоски – „най-нищожния сред иеромонасите Никифор от остров Хиос“, по устни сведения.
От края на 1990-те години култът към св. Райко в Шумен е възстановен. Мъченикът се почита на 14 май – деня на неговата мъченическа смърт. Отслужват се литургии във всички църкви в града.
Свети престол в храм „Св. Три светители“  в Шумен, посветен на св. мъченик Райко Шуменски, е осветен на Лазаровден през 2001 г.
Старинна икона на светеца се съхранява в храм „Св. Възнесение” в града. Негова икона, зографисана от художничката Бранимира Тодорова, е изписана през 1999 г.
На него е наречена улица в Шумен.
През 2017 година Светият синод на Българската православна църква взема решение за включване на свети Райко Шуменски в мецеслова на БПЦ от следващата година с дата на отбелязване на неговата памет на 14-ти май всяка година.
В квартал „Тракия“ на град Шумен започва строеж на православен храм „Свети Райко Шуменски“, през 2018 г.
 На 20-ти ноември 2022 година черквата е осветена от Варненския и Великопреславски митрополит Йоан.
В акатиста, който е написан за прослава и молитви към Райко Шуменски, светецът се възвеличава по следния начин: „Богоизбран за мъченически подвиг, поборниче за вяра и род, дивен съсъде на целомъдрието, страстотерпче Христов Райко-Иоане Шуменски! Приеми това наше хвалебно пение, което ти принасяме с нечисти устни, и избави от всяко зло нас, които с вяра ти зовем:
Радвай се, Райко-Иоане, рай сладостен за нашите души!“ 